# ژو ییوی
Xue Yiwei ( Chinese ، متولد 1964  ) نویسنده کانادایی چینی الاصل است. زادگاه او چانگشا ، هونان است و زادگاهش چنژو در همان استان است.  او در دانشگاه هوانوردی پکن ( دانشگاه بیهانگ کنونی) در یک برنامه علوم کامپیوتر شرکت کرد و مدرک BsC را گرفت. سپس در دانشگاه مونترال شرکت کرد و در رشته ادبیات انگلیسی برنامه ای گرفت و مدرک کارشناسی ارشد هنر را دریافت کرد. سرانجام در دانشگاه مطالعات خارجی گوانگدونگ در دوره دکتری زبان شناسی حضور یافت و مدرک خود را دریافت کرد. 

در سال 2002، او به کانادا نقل مکان کرد،  به دلیل دلسردی اش از جهت گیری ادبیات متمرکز بر ماتریالیسم در کشورش. در فوریه، او آپارتمانی را در مجاورت سنت جوزف سنت جوزف ،  در Côte-des-Neiges اشغال کرد.  در سال 2016، رادیو CBC او را به عنوان دارای سطح بالایی از محبوبیت در چین معرفی کرد که برای "میلیون ها نفر" شناخته شده است.  ها جین اظهار داشت که ژو یک "ماوریک" است. 
شنژنر اولین اثر او بود که به انگلیسی ترجمه شد.  پیش از این، او در میان مخاطبان انگلیسی زبان شناخته شده نبود و در مونترال در گمنامی نسبی زندگی می کرد. 

## آثار

### رمان[۷]
- Desertion (1989) - نسخه جدیدی در سال 2012 منتشر شد.
- بچه های دکتر بتون (2011) - ترجمه انگلیسی 2017 [۸] این در چین منتشر نشده است. [۹]
  - این رمان به زندگی نورمن بتون می پردازد. [۳]
- خداحافظی از یک سایه (2013)
- آشیانه خالی (2014)
- شاه لیر و نوزده و هفتاد و نه [۳]
  - از مارس 2020 در یک مجله در چین به صورت سریالی منتشر شد. ژو قصد داشت ترجمه انگلیسی آن را تولید کند. [۹]
- Celia, Misoka, I (2016) - ترجمه انگلیسی 2022

#### داستان های کوتاه
- شنژنر - ترجمه انگلیسی 2016
- چهار اثر دیگر [۷]